# Moller Motor Company
Moller Motor Company war ein US-amerikanischer Hersteller von Automobilen. Eine andere Quelle gibt Moller Motor Car Company an.

## Unternehmensgeschichte
Die Brüder Wilhelm und Holgar Moller stammten aus Dänemark. Sie gründeten im November 1919 das Unternehmen in Lewistown in Pennsylvania. Ab Januar 1920 wurden Fahrzeuge in der Presse angekündigt. Im gleichen Jahr kam das Fahrzeug auf den Markt. Der Markenname lautete Moller. Zunächst blieb der Verkauf auf die nähere Umgebung beschränkt. Im Januar 1921 standen Fahrzeuge auf der New York International Auto Show in New York City. Ab diesem Zeitraum waren die Fahrzeuge landesweit erhältlich.  Die Fahrzeuge waren allerdings hauptsächlich für den Export gedacht. 1922 endete die Produktion des Moller. Insgesamt entstanden etwa 1000 Fahrzeuge.
Im November 1921 wurden drei Fahrzeuge der Marke Falcon auf der New York International Auto Show präsentiert. Alle Fahrzeuge waren für den Export vorgesehen. 1923 endete die Produktion.
Laut einer Quelle hat das Unternehmen 1923 seinen Sitz nach Hagerstown in Maryland verlegt, dort aber keine Fahrzeuge mehr hergestellt.
Es gab keine Verbindung zu den anderen US-Herstellern von Autos der Marke Falcon: Falcon Engineering Company und Falcon Cyclecar. Die Brüder waren nicht mit Mathias Peter Moller von der M. P. Moller Motor Car Company aus Hagerstown verwandt. Die Namensgleichheit führt immer wieder zu Verwechslungen.

## Fahrzeuge

### Markenname Moller
Der 20 HP hatte einen Vierzylindermotor mit 20 PS Leistung. 69,85 mm Bohrung und 101,66 mm Hub ergaben 1557 cm³ Hubraum. Das Fahrgestell hatte 254 cm Radstand. Im ersten Jahr gab es einen zweisitzigen Sport und einen viersitzigen Roadster. Ab 1921 beschränkte sich das Karosserieangebot auf einen Roadster mit zwei Sitzen. Das Leergewicht war mit rund 450 kg angegeben.

### Markenname Falcon
Technisch gab es keine Unterschiede. Zur Wahl standen Tourenwagen, Roadster, Limousine, Coupé, Speedster mit zwei Sitzen sowie ein Sportster mit vier Sitzen. Healey & Company aus New York fertigte mindestens eine Karosserie an – eine Limousine mit einer mittig angeordneten Tür. Weitere Karosserien entstanden bei der M. P. Moller Motor Car Company.

## Modellübersicht
| Jahr      | Marke  | Modell | Zylinder | Leistung (PS) | Radstand (cm) | Aufbau                                                                          |
| --------- | ------ | ------ | -------- | ------------- | ------------- | ------------------------------------------------------------------------------- |
| 1920      | Moller | 20 HP  | 4        | 20            | 254           | Sport 2-sitzig, Roadster 4-sitzig                                               |
| 1921–1922 | Moller | 20 HP  | 4        | 20            | 254           | Roadster 2-sitzig                                                               |
| 1922      | Falcon | 20 HP  | 4        | 20            | 254           | Tourenwagen, Roadster, Limousine, Coupé, Speedster 2-sitzig, Sportster 4-sitzig |